# دهستان شیرنگ
شیرنگ، دهستانی از توابع بخش کمالان شهرستان علی‌آباد در استان گلستان ایران است.

## جمعیت
براساس سرشماری سال ۱۳۸۵ جمعیت آن ۱۲٬۳۳۹ نفر (۲٬۷۶۷ خانوار) بوده‌است.